# بدبومرغ هامری
بدبومرغ هامری (Fulmarus hammeri) گونه‌ای منقرض‌شده از بدبومرغ‌ها است که در پایان میوسن می‌زیسته است.
فسیل‌های بدبومرغ هامری از لاگونا هیلز در شهرستان اورنج، کالیفرنیا شناخته شده‌اند.